# Selma Gräfin von der Gröben

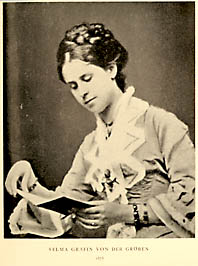
Selma von der Gröben, 1878

Gräfin Selma Tusnelda Wilhelmine Karoline von der Gröben (* 8. November 1856 in Potsdam; † 13. Oktober 1938 in Hannover) war eine deutsche Philanthropin, Frauenrechtlerin in der bürgerlichen konfessionellen Frauenbewegung und Pionierin der Sozialen Arbeit. Sie war zweite Vorsitzende des Deutsch-Evangelischen Frauenbundes, Mitbegründerin der Gefangenenfürsorge und der Christlich-Sozialen Frauenschule in Hannover. Sie gehörte zu der ersten Generation von Frauen, die maßgeblich die Übergänge von der Armenpflege hin zur sozialen Frage geebnet haben.

## Leben

### Kindheit und Jugend
Selma Tusnelda Wilhelmine Karoline entstammte dem alten märkischen Adelsgeschlecht von der Gröben. Ihre Eltern waren Graf Georg Reinhold von der Gröben, ein Kavalleriegeneral und Mitglied des Preußischen Herrenhauses, und Gräfin Elisabeth von der Gröben (geb. Gräfin zu Münster-Ledenburg). Sie war die älteste von vier Töchtern und wuchs im Kreis ihrer Familie auf dem Stammgut in Neudörfchen bei Marienwerder auf. Sie erhielt Privatunterricht von Gouvernanten und ausländischen Hauserziehern. Im Jugendalter lebte sie zusammen mit ihrer Schwester einige Zeit in Weimar und erhielt dort eine musikalische Ausbildung von dem bekannten Hofsängerehepaar Rosa von Milde-Agthe und Hans Feodor von Milde. Als ihr Vater 1894 starb und die Familie nichts erbte, da es keine männlichen Nachkommen gab, zog Gröbens Mutter mit ihren noch unverheirateten Töchtern nach Hannover, die Heimat ihrer eigenen Familie.

### Konfessionelle Frauenbewegung und soziale Arbeit
Im Jahr 1900 engagierte sich Selma von der Gröben erstmals im Deutsch-Evangelischen Frauenbund (D.E.F.B., seit 1969 DEF), der ein Jahr zuvor auf dem Evangelischen Frauentag in Kassel gegründet worden war. Dort arbeitete sie eng mit Paula Müller-Otfried und Adelheid von Bennigsen zusammen und übernahm von 1901 bis 1910 den Vorsitz der DEF-Ortsgruppe Hannover, da Mueller, die ihn vorher innehatte, zur Bundesvorsitzenden gewählt wurde. 1910 wurde sie von Paula Mueller zur stellvertretenden Vorsitzenden des DEF berufen.

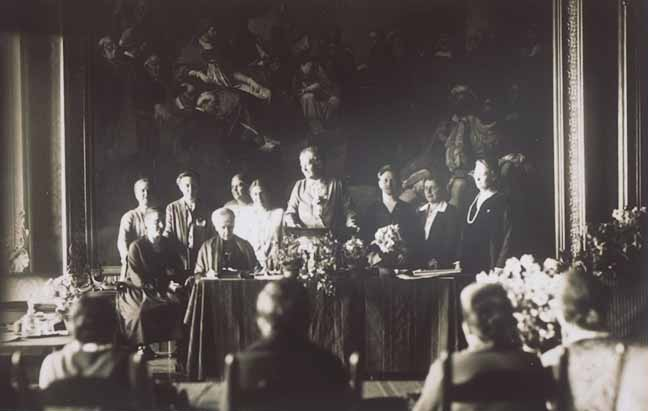
Generalversammlung des DEF in Stralsund, 1927, erste Reihe, zweite von links: Selma von der Gröben; am Pult stehend: Paula Müller-Otfried; dritte von rechts: Adelheid von Bennigsen; zweite von rechts: Auguste Jorns

Die drei Säulen des Vereins: Frauenbewegung, Religion und Sozialpolitik waren auch für die Gräfin maßgeblich handlungsleitend. Für den Deutsch-Evangelischen Frauenbund nahm sie auf Grund ihrer sich im Selbststudium angeeigneten umfassenden juristischen Kompetenz über die Gesetzes- und Rechtslage von Frauen und Kindern eine wichtige Rolle ein. So stellte ihr Hauptarbeitsgebiet in der konfessionellen Frauenbewegung die Fürsorge für Mädchen und Frauen dar.
Zunächst engagierte sie sich als Mitglied des städtischen Waisenrats für eine adäquatere Fürsorge von Waisenmädchen, die Gewinnung weiterer Waisenrätinnen und schließlich für die Entwicklung theoretischer und praktischer Schulungen für Waisenrätinnen.
Später setzte sie sich vermehrt für so genannte gefährdete junge Mädchen und Frauen ein, u. a. für Prostituierte und gesellschaftlich stigmatisierte Frauen. Diese Tätigkeit wurde von bürgerlichen und adligen Kreisen oft als anstößig empfunden, da man so mit „Gestrauchelten“ in Berührung kam. Trotz aller Kritik führte sie ihre Arbeit fort. 1903 begründete sie mit Freundinnen eine Zufluchtsstätte für ledige schwangere Frauen in einem leerstehenden Fabrikgebäude. Nach wenigen Jahren hatte sich das Versorgungshaus bereits etabliert und konnte ab 1912 zu einem großen, gut ausgestatteten Mütter- und Säuglingsheim in Hannover-Kleefeld erweitert werden, das 1988 schließlich durch einen Altenpflege-Verein übernommen und in eine Pflegeeinrichtung umgewandelt wurde.
Darüber hinaus gelang es ihr, eine Fürsorgerin am Gefängnis anzustellen – zur damaligen Zeit ein absolutes Novum – die nach ihrer Weisung wegen Prostitution inhaftierte Frauen besuchte, ihr Vertrauen gewann und ihnen half, nach ihrer Freilassung eine als ehrlich angesehenen Arbeit zu finden. Dies bedeutete einen wichtigen Zwischenschritt zur vollen Professionalisierung der weiblichen Sozialarbeit.
Ihr Engagement in der Gefährdetenfürsorge, die Teil der so genannten Sittlichkeitsbewegung war, resümiert sie in ihrem 1929 veröffentlichten Beitrag „Unser Kampf um sittliche Reinheit“ anlässlich des 30-jährigen Jubiläums des DEF folgendermaßen:
„Der Kampf auf sittlichem Gebiet wird, so fürchten wir, so lange die Erde besteht, nie zur Ruhe kommen. Das bedeutet für uns nicht resignieren und die Hände feige in den Schoß legen – im Gegenteil. […] 'Gott will es', steht für uns auch über diesem Kreuzzug. – Durch die Zeitverhältnisse, durch das Fallen der Reglementierung und das Inkrafttreten des Gesetzes zur Bekämpfung der Geschlechtskrankheiten sind Arbeit und Kampf nicht überflüssig geworden […], sie haben sich nur umgestellt. Dennoch ist Großes erreicht: Es kann sich keiner mehr in gewissenlosem Leichtsinn darauf berufen: der Staat schützt ‚das notwendige Übel‘. Er tat es. Bei gleichem Tun verfemte er die Frau und ließ dem Manne alle Ehren. […] Der Kampf um sittliche Reinheit ist heute hineingedrungen auch in Familien, die sonst als die beschützten galten. […] Die im Wandel begriffenen Verhältnisse einer großen Zeitenwende erschweren das Verhältnis der jüngeren zur älteren Generation. Die ewigen Sittengesetze werden durch die ältere Generation verwechselt mit sich wandelnden äußeren Formen, während die junge Generation in ihrer Unerfahrenheit sich oft am Ewigen vergreift und es ehrfurchtsvoll für veraltet […] erklärt. […] Hier liegen wohl die schwersten Aufgaben für deutsch-evangelische Frauen. – Wir wollen im Hinblick auf die großen entsittlichenden Nöte unserer Zeit: Wohnungsnot, Arbeitslosigkeit und ihre Folgen, treu alle Mittel, die uns zu Gebote stehen, anwenden […]. Wenn wir so das unsere Tun, wissen und erfahren wir, was so oft vergessen wird: eine wirkliche sittliche Besserung unseres Volkes kann nur von innen kommen aus der Wiederhinkehr zur höchsten Autorität, zu Gott.“
So setzte sich von der Gröben für den späteren Beitritt des DEF in den Bund Deutscher Frauenvereine (BDF) (1908) ein, was sie als die Reaktion „einiger führender Frauen gemäßigter Richtung [betrachtete], um den radikalen Flügel mit seiner Forderung nach Aufhebung der §§ 217ff. des Strafgesetzbuches (Strafe der Abtreibung) niederzustimmen.[…]“
1905 war die Gräfin zusammen mit Paula Mueller und Adelheid von Bennigsen an der Gründung der Christlich-Sozialen Frauenschule in Hannover beteiligt, eine der ersten Ausbildungsstätten für Wohlfahrtspflegerinnen bzw. Sozialarbeiterinnen in Deutschland, die später im Zuge der Hochschulreform in die Evangelische Fachhochschule Hannover einging. Seit 2007 bildet diese eine Fakultät der Hochschule Hannover. Auch dem Problem der Wohnungslosigkeit von Frauen nahm sich von der Gröben energisch an, sodass 1906 in Hannover erstmals ein Wohnheim für Frauen errichtet wurde.
Ihre Biografin und zugleich führende Figur der Ersten Welle der deutschen Frauenbewegung, Gertrud Bäumer, schreibt über Selma von der Gröben und ihr Engagement für gefährdete Frauen:
„Als Selma Gröben 1912 der Jugend sagte: ‚Nicht abwenden sollen sie den Blick vom Leiden, sich selbst in den eigenen kleinen Kreis bannend; schauen sie nur mutig hinaus in die Welt, ja tief hinein in Elend, Unrecht und Schuld!‘ – da stand sie selbst schon seit Jahren mitten in der dunklen Flut“.
1910 wurde die Gräfin auf Vorschlag Paula Muellers zweite Vorsitzende des DEF, da sie zunehmend als eine der führenden Figuren des Vereins sowie der konservativen Frauenbewegung in Erscheinung tritt. 1913 gründet sie zusammen mit Paula Mueller die Vereinigung konservativer Frauen (VKF), die als politisches Gegengewicht zu liberalen und sozialistischen Frauenpositionen agierte und sich u. a. gegen das Frauenwahlrecht positionierte.

### Erster Weltkrieg und Weimarer Republik

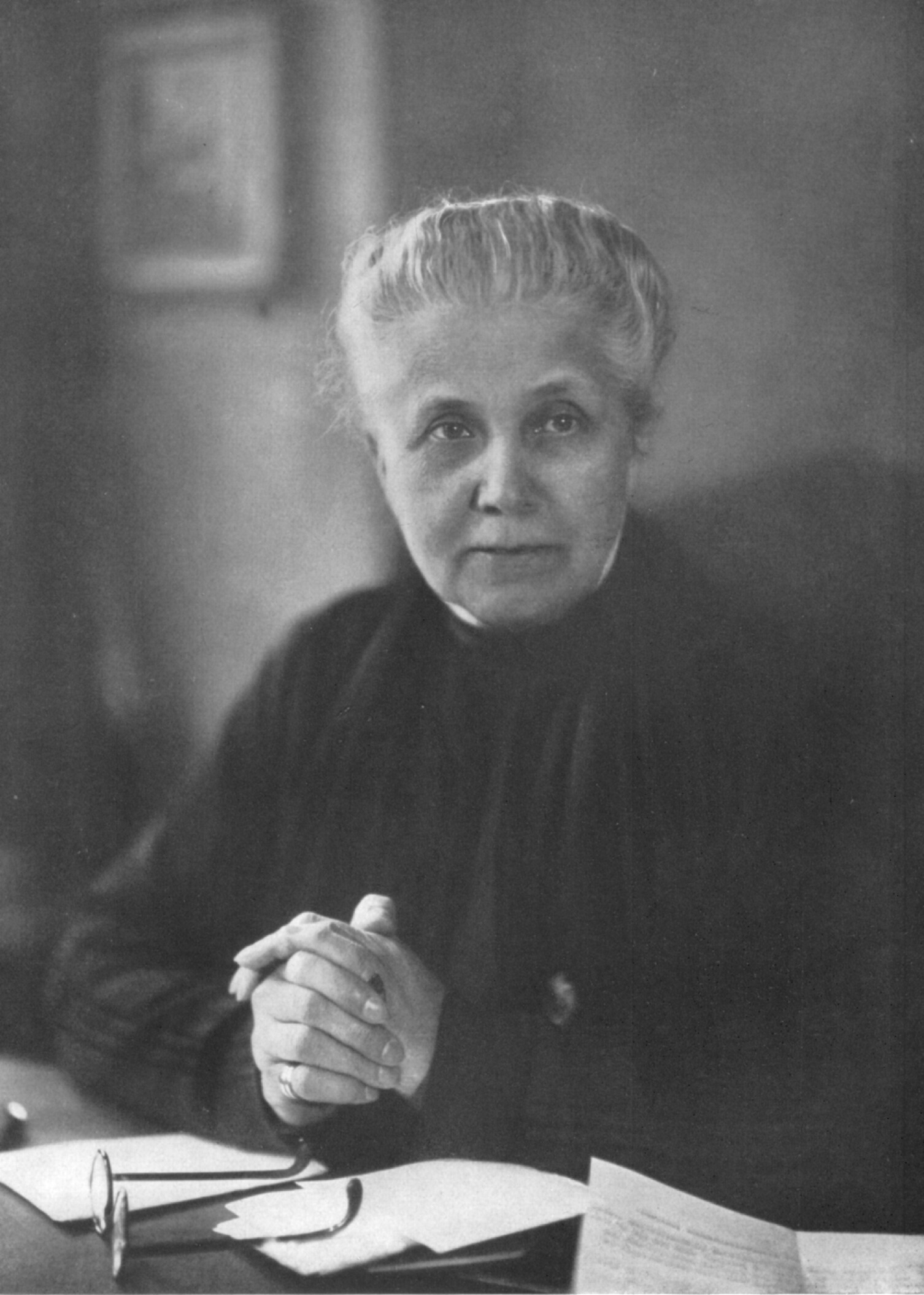
Selma Gräfin von der Gröben (um 1930)

Während des Ersten Weltkriegs übernahm sie in Hannover die Leitung sämtlicher Maßnahmen der Fürsorge für Kriegsfrauen und deren Kinder im Rahmen des von Gertrud Bäumer geleiteten Nationalen Frauendienstes. Ihr Stab  umfasste mehr als 200 Mitarbeiterinnen. Nach dem Krieg geriet sie in eine tiefe Depression und wurde schwer krank. Denn die Kriegsniederlage und die anschließenden tiefgreifenden politischen und gesellschaftlichen Folgen (Gebietsabtretungen in Preußen, sozialdemokratische Führung, Inflation, gesellschaftlicher Bedeutungsverlust des ehrenamtlichen Engagements) hatten sich nachhaltig negativ auf ihr Leben ausgewirkt. 1921 legte sie bedingt durch ihre körperliche Erschöpfung schließlich den zweiten Vorsitz im DEF nieder, blieb dem Verband aber bis an ihr Lebensende als Ehrenvorsitzende und Ehrenmitglied verbunden.

### Nationalsozialismus
Gegenüber der von Adolf Hitler und von nationalsozialistischen Ideologen bis zum Beginn des Krieges propagierten Rolle der Frau, welche den Eigenwert der Frau abwertete und sie voll und ganz auf ihre Rolle als Mutter, Hausfrau und Ehefrau festlegte, verhielt sich die Gräfin äußerst kritisch. Wie viele andere konservative Frauen stand sie den politischen Ansichten der NSDAP und ihrer „vaterländischen Gesinnung“ jedoch positiv gegenüber. Ihre spätere Positionierung in Bezug auf den NS-Staat bleibt offen; sie starb 1938, also vor Ausbruch des Zweiten Weltkriegs.